# Păuloaia
Păuloaia – wieś w Rumunii, w okręgu Marusza, w gminie Gurghiu. W 2011 roku liczyła 265 mieszkańców.